# Isekai Shokudō
Isekai Shokudō (異世界食堂 lit. Restaurante en otro mundo?) también conocido como Restaurant to Another World en inglés, es una serie de novelas ligeras japonesa escrita por Junpei Inuzuka e ilustrada por Katsumi Enami. Shufunotomo ha publicado cinco volúmenes de la serie bajo su sello Hero Bunko. Una adaptación de manga con arte de Takaaki Kugatsu fue publicada en la revista de manga seinen Young Gangan por Square Enix, desde noviembre de 2016 a junio de 2019. Una adaptación a serie de anime producida por Silver Link se emitió del 3 de julio al 18 de septiembre de 2017 en Japón. Una segunda temporada de anime producida por OLM se estrenó el 2 de octubre de 2021.

## Argumento
Un restaurante llamado "Yōshoku no Nekoya" (Restaurante Occidental Nekoya) está ubicado en el primer piso del sótano de un edificio en una esquina de un distrito comercial cerca de un área de oficinas. Aunque normalmente prepara comida a los asalariados, hay un secreto en Nekoya. Todos los sábados, cuando la tienda se toma un día libre, Nekoya está repleto de "clientes especiales". Para los trabajadores de oficina, es un lugar familiar con platos familiares, pero para estos clientes de los sábados -"gente del Otro Mundo"- no es más que cocina nunca vista o escuchada antes.

## Personajes

### Restaurante Occidental Nekoya
Master (店主 Tenshu?)
Seiyū: Jun'ichi Suwabe
Dueño del Restaurante Occidental Nekoya. Soltero de mediana edad, nieto de una pareja que abrió el restaurante y lo heredó cuando su abuelo murió hace 10 años. Un destacado maestro culinario, disfruta cocinar para el ecléctico grupo de clientes que visitan todos los sábados. Como resultado de la mezcla de tantos seres diversos en un mismo espacio, el restaurante se ha convertido en una región neutral, ya que ninguno de los invitados, sean cuales sean sus diferencias personales, quiere perderse la cocina del Maestro.
Aletta (アレッタ?)
Seiyū: Sumire Uesaka
Una chica demonio proveniente del Reino Demonio en el Continente Oriental del otro mundo. Cuando el Dios Demonio fue vencido por los legendarios Cuatro Héroes, el poder que una vez le había otorgado a sus súbditos demoníacos se desvaneció y, como resultado, Aletta nació similar a los humanos, excepto por los cuernos de cabra en su cabeza. Rechazada por el mundos humano y terminando como vagabunda, descubrió la entrada interdimensional de Nekoya y comenzó a trabajar todos los sábados como camarera. Más tarde encuentra trabajo adicional como ama de llaves de Sarah Gold.
"Kuro" (『黒』 lit. "Negro"?)
Seiyū: Saori Ōnishi
Uno de los seis dragones antiguos del otro mundo imbuido con el poder de la muerte, por lo que sin querer mató a todos los seres mortales que se cruzaron en su camino. Para evitar matar a inocentes, se desterró a la luna destrozada del mundo. Por casualidad, se encontró con la puerta del Nekoya apareciendo en sus inmediaciones, entró en el restaurante y, ingenua con las costumbres humanas debido a su largo aislamiento, terminó consumiendo tanto pollo al curry que su vieja amiga, la "Reina Roja", incitó al Maestro a contratarla como mesera para pagar su factura de comida. Para interactuar con el personal y los clientes, "Kuro" adopta la forma de una elfa de cabello negro, pero generalmente se comunica a través de la telepatía en lugar de hablar en voz alta. Más tarde, le enseñaron a hablar vocalmente para evitar que los demás se asustaran.

### Clientes regulares del 'Otro Mundo'
Altorius (アルトリウス?)
Seiyū: Motomu Kiyokawa
Un anciano sabio y mago, y uno de los famosos Cuatro Héroes del Continente Oriental. Es responsable de traducir las entradas del menú principal de Nekoya al idioma de su mundo. Su exalumna, la hechicera semielfa Victoria, también es una cliente habitual del Nekoya.
Tatsugorou (タツゴロウ?)
Seiyū: Hōchū Ōtsuka
Un legendario espadachín errante de la Tierra de las Montañas del Continente Occidental, que cuenta con una cultura similar al Japón medieval. Es buen amigo de Altorius, a pesar (o quizás debido a) el hecho de que a menudo terminan discutiendo sobre cuál de sus respectivos platos favoritos es mejor que el otro.
"Red Queen" (『赤の女王』 Aka no Joō?)
Seiyū: Shizuka Itō
Una hembra de dragón rojo que cambia de forma y que tiene más de 100.000 años y es uno de los seis dragones antiguos del otro mundo. Al visitar el restaurante, cuya puerta se abre directamente a su guarida en la montaña, adopta la forma de una mujer humana voluptuosa, pelirroja, con grandes cuernos que brotan de su cabeza; para evitar conflictos, llega solo después de que los demás comensales se hayan ido. Ella ya era una mecenas habitual en la época del antiguo propietario, y debido tanto a su avaricia natural como a su particular cariño por el estofado de carne del Maestro, considera al Nekoya su "tesoro" personal.
Sarah Gold (サラ・ゴールド?)
Seiyū: Kiyono Yasuno
Sarah, residente del Reino de los Demonios, es miembro de la influyente familia de comerciantes de oro y bisnieta del legendario cazador de tesoros fallecido, William Gold. Infectada por la lujuria de la aventura (que se considera una maldición dentro de su familia), se convirtió en una cazadora de tesoros profesional y, siguiendo las descripciones de William hasta su puerta personal a Nekoya en una mina abandonada, puede disfrutar de la chuleta de carne picada del Maestro que era el plato favorito de William. En el transcurso de sus visitas a Nekoya, ella se vuelve personalmente cercana a Heinrich Seeleman.
Heinrich Seeleman (ハインリヒ・ゼーレマン?)
Seiyū: Tomokazu Sugita
Un noble del gran ducado de Samanark del Continente Oriental que está obsesionado con los camarones fritos, cuyo sabor no ha disfrutado desde que dejó su ciudad costera de la infancia para convertirse en caballero. Después de haberse topado con el Nekoya en el transcurso de una importante misión, y después de haber aprendido cómo regresar a este lugar, se ha convertido en un ávido consumidor de su plato de camarones fritos. En sus consecuentes visitas, también conoce de cerca a Sarah Gold.
Victoria Samanark (ヴィクトリア・サマナーク?)
Seiyū: Yukari Tamura
Victoria, miembro de la antigua familia ducal Samanark del Continente Oriental, manifestó un fenotipo de semielfa latente en su línea familiar que la convirtió en una marginada en la sociedad humana y elfa; se hizo conocida como la solitaria "Bruja de la Torre Occidental" y "La Princesa Bruja del Ducado". Después de descubrir y desarrollar su aptitud natural para la hechicería, se convirtió en la alumna estrella del sabio Altorius y visitó por primera vez a Nekoya en su compañía, donde se convirtió en la responsable de redactar el menú de postres. Para almacenar su alijo de pudín para llevar, ha inventado un equivalente mágico de refrigerador.
Alphonse Flügel (アルフォンス・フリューゲル?)
Seiyū: Fumihiko Tachiki
Un almirante de la armada del ducado de Samanark que naufragó en un ataque del Kraken mientras escoltaba a una flota mercante y quedó varado en una isla tropical solitaria durante veinte años. En la isla, Flügel descubrió una puerta al Nekoya, que todavía estaba a cargo del abuelo del Maestro, y se ha estado manteniendo con el arroz al curry del Maestro y la compañía que encontró allí. Después de ser rescatado, se las arregla para localizar una puerta alternativa al restaurante y disfrutar de su plato favorito una vez más.
Thomas Alfade (トマス・アルフェイド?)
Seiyū: Yusaku Yara
Antiguo propietario de una empresa de alimentación en el otro mundo, especializada en platos de pasta, que se han convertido en una cocina popular en su reino. Su inspiración en realidad proviene de su interacción comercial mensual con el restaurante Nekoya, cuya puerta se abre directamente al sótano de su empresa. A cambio de los ingresos del restaurante del día sábado y una ración gratuita de espaguetis con salsa de carne, Thomas suministra al Maestro ingredientes exclusivos del otro mundo para ajustar sus platos a los gustos de los clientes del sábado.
Adelheid (アーデルハイド?)
Seiyū: Reina Ueda
La joven princesa del Gran Imperio en el Continente Oriental del otro mundo, lleva el nombre de su bisabuela, que a menudo es enviada por sus padres a la hacienda de su abuelo por su salud, ya que sufre de una enfermedad incurable conocida como el "Asesino de la Pobreza" (la naturaleza real no se especifica, pero sus síntomas implican que es asma). Su difunto abuelo la llevó al Nekoya durante una de sus visitas cuando era niña, durante la cual disfrutó del parfait de chocolate del Maestro, convirtiéndola en otra habitual.
Lionel (ライオネル?)
Seiyū: Nobuyuki Hiyama
Lionel, uno de los mecenas más antiguos del antiguo propietario, es un poderoso guerrero demonio león del Reino Demonio y exlíder de una banda de asaltantes que fue capturado por el héroe semielfo Alexander y parecía destinado a terminar sus días como esclavo gladiador. Se libró de este destino cuando la puerta de Nekoya apareció incidentalmente dentro de celda. Después de haber sido fortalecido por la comida que le sirvieron allí, ganó su libertad en menos de un año (una hazaña nunca antes lograda) y permaneció como campeón de gladiadores, y ha regresado al Nekoya para comer el plato de arroz con chuleta de cerdo por los últimos veinte años.
Gaganpo (ガガンポ?)
Seiyū: Makoto Yasumura
Un hombre lagarto procedente de las marismas del extremo más sureste del Continente Oriental del otro mundo. Ya adulto a la edad de ocho años, es un cazador y guerrero veterano de su tribu de cazadores-recolectores, los Colas Azules. Su tribu fue visitada por la puerta Nekoya hace unos treinta años, y como resultado de su apariencia maravillosa y la deliciosa comida que se encuentra en el otro lado, el sitio donde aparece la puerta es ahora un lugar sagrado para la tribu, que envía a su campeón más digno a través de la puerta todos los sábados para traer de vuelta algunos de los platillos de omurice para el disfrute de la tribu. Como campeón, Gaganpo tiene derecho a comerse su propia parte dentro de la tienda, un lujo que lo motiva a ser constantemente el campeón de su tribu.
Fardania (ファルダニア?)
Seiyū: Yōko Hikasa
Una joven elfa del bosque que es medio huérfana y adorada por su constantemente preocupado padre. Mientras reunía los ingredientes para la cena, descubrió la puerta del Nekoya, y cuando el menú habitual del restaurante no le atraía debido a su disposición vegana, el Maestro creó un plato de carne de tofu especialmente para ella. Después de disfrutar su sabor, está ansiosa por aprender todo lo que pueda sobre cómo crear delicias culinarias para no dejar que la cocina élfica pierda ante las habilidades culinarias de la humanidad.

## Media

### Novela ligera
La novela web fue inicialmente serializada por Junpei Inuzuka en el sitio de contenido generado por el usuario Shōsetsuka ni Narō desde el 4 de enero de 2013 en adelante. Tras la publicación de la novela web, Shufunotomo adquirió la serie para su publicación impresa. El primer volumen de novelas ligeras, con ilustraciones de Katsumi Enami, se publicó el 28 de febrero de 2015, bajo su sello Hero Bunko. Hasta marzo de 2019, se han publicado cinco volúmenes. Seven Seas Entertainment ha obtenido la licencia de la novela.

#### Lista de volúmenes
| Núm. | Fecha de publicación     | ISBN                | Fecha de publicación (en inglés) | ISBN (en inglés)       |
| ---- | ------------------------ | ------------------- | -------------------------------- | ---------------------- |
| 1    | 28 de febrero de 2015    | ISBN 978-4074113293 | 18 de junio de 2019              | ISBN 978-1-642753-27-1 |
| 2    | 29 de julio de 2015      | ISBN 978-4074021581 | 17 de septiembre de 2019         | ISBN 978-1-642756-84-5 |
| 3    | 30 de septiembre de 2016 | ISBN 978-4074200092 | 17 de diciembre de 2019          | ISBN 978-1-642757-38-5 |
| 4    | 30 de junio de 2017      | ISBN 978-4074262427 | 29 de diciembre de 2020          | ISBN 978-1-64505-213-5 |
| 5    | 30 de marzo de 2019      | ISBN 978-4074372348 | 26 de enero de 2021              | ISBN 978-1-64505-724-6 |

### Manga
Una adaptación de manga ilustrada por Takaaki Kugatsu fue lanzada en la revista Young Gangan de Square Enix desde noviembre de 2016 a junio de 2019. El manga comparte el mismo primer capítulo sobre menchi katsu que la novela web original, pero el segundo capítulo es diferente. Crunchyroll publicó el manga digitalmente en inglés a partir del 2 de julio de 2017. El manga también tiene licencia de Yen Press.

#### Lista de volúmenes
| Núm. | Fecha de publicación     | ISBN                   | Fecha de publicación (en inglés) | ISBN (en inglés)       |
| ---- | ------------------------ | ---------------------- | -------------------------------- | ---------------------- |
| 1    | 24 de junio de 2017      | ISBN 978-4-7575-5391-0 | 23 de junio de 2020              | ISBN 978-1-9753-0903-9 |
| 2    | 25 de septiembre de 2017 | ISBN 978-4-7575-5485-6 | 27 de octubre de 2020            | ISBN 978-1-9753-0903-9 |
| 3    | 25 de julio de 2018      | ISBN 978-4-7575-5765-9 | 1 de diciembre de 2020           | ISBN 978-1-9753-0909-1 |
| 4    | 25 de junio de 2019      | ISBN 978-4-7575-6081-9 | 23 de febrero de 2021            | ISBN 978-1-9753-0912-1 |

### Anime
El autor informó en una entrada de blog del 7 de septiembre de 2016 en el sitio web Shōsetsuka ni Narō que se estaba trabajando en un proyecto de adaptación al anime de la serie de novelas ligeras, que luego se reveló que era una serie de televisión. La serie se emitió del 3 de julio al 18 de septiembre de 2017 en TV Tokyo y fue transmitida simultáneamente por Crunchyroll. Funimation ha obtenido la licencia de la serie en Norteamérica. Masato Jinbo dirigió la serie y supervisó los guiones en Silver Link, mientras que Takao Sano y Keiichi Sano adaptaron los diseños de personajes originales para la animación. El tema de apertura es "One in a Billion" de Wake Up, Girls! y May'n, mientras que el tema final es "Chiisana Hitotsubu" (ち い さ な ひ と つ ぶ, "A Small Grain") de Kiyono Yasuno.
| #  | Título                                                                                                | Estreno                  |
| -- | --- | ------------------------ |
| 1  | «Restaurante occidental Nekoya» «Bīfu Shichū/Mōningu» (ビーフシチュー/モーニング)                     | 3 de julio de 2017       |
| 2  | «Chuleta apanada y langostinos fritos» «Menchi Katsu/Ebi Furai» (メンチカツ/エビフライ)               | 10 de julio de 2017      |
| 3  | «Salsa de carne y parfait de chocolate» «Mīto Sōsu/Chokorēto Pafe» (ミートソース/チョコレートパフェ)  | 17 de julio de 2017      |
| 4  | «Omurice y filete de tofu» «Omuraisu/Tōfu Sutēki» (オムライス/豆腐ステーキ)                           | 24 de julio de 2017      |
| 5  | «Tazón de cerdo y pudín a la mode» «Katsudon/Purin a ra Mōdo» (カツ丼/プリンアラモード)               | 31 de julio de 2017      |
| 6  | «Sándwich y papa al vapor con mantequilla» «Sandoicchi/Jaga Batā» (サンドイッチ/じゃがバター)         | 7 de agosto de 2017      |
| 7  | «Curry y pollo al curry» «Karē Raisu/Chikin Karē» (カレーライス/チキンカレー)                         | 14 de agosto de 2017     |
| 8  | «Hamburguesa y galletas variadas» «Hanbāgu/Kukkī Asōto» (ハンバーグ/クッキーアソート)                 | 21 de agosto de 2017     |
| 9  | «Comida de mar frita y soda con helado» «Shīfūdo Furai/Kurīmu Sōda» (シーフードフライ/クリームソーダ) | 28 de agosto de 2017     |
| 10 | «Crepes y espaguetis con natto» «Kurēpu/Nattō Supa» (クレープ/納豆スパ)                               | 4 de septiembre de 2017  |
| 11 | «Carpaccio y pasteles de curry» «Karupaccho/Karē Pan» (カルパッチョ/カレーパン)                       | 11 de septiembre de 2017 |
| 12 | «Sopa de cerdo y croquetas» «Tonjiru/Korokke» (とん汁/コロッケ)                                       | 18 de septiembre de 2017 |

El 22 de abril de 2021, se anunció en la portada de la edición de junio de 2021 de la revista Monthly Shōnen Ace que se había aprobado la producción de una segunda temporada de anime. OLM está a cargo de la animación, y Yasukazu Shoji reemplazó a Keiichi Sano y Takao Sano como diseñador de personajes. El resto del personal y los miembros del elenco regresaron para repetir sus roles. La segunda temporada se estrenó el 2 de octubre de 2021. El tema de apertura es "Onnaji Kimochi" de Kiyono Yasuno, mientras que el tema final es "Samenai Mahō" de Nao Tōyama.